# Nocona
Nocona is een plaats (city) in de Amerikaanse staat Texas, en valt bestuurlijk gezien onder Montague County.

## Demografie
Bij de volkstelling in 2000 werd het aantal inwoners vastgesteld op 3198.
In 2006 is het aantal inwoners door het United States Census Bureau geschat op 3279, een stijging van 81 (2,5%).

## Geografie
Volgens het United States Census Bureau beslaat de plaats een oppervlakte van
7,3 km², geheel bestaande uit land.

## Plaatsen in de nabije omgeving
De onderstaande figuur toont nabijgelegen plaatsen in een straal van 32 km rond Nocona.